# Língua protoarmênia
O protoarmênio (português europeu) ou protoarménio (português brasileiro) é uma língua hipotética reconstruída, derivada do protoindo-europeu, que seria ancestral à língua armênia moderna. 
Como há apenas um idioma descendente desta língua, o método comparativo de reconstrução de palavras não pode ser aplicado completamente. Entretanto, os linguistas usam palavras reconstruídas do protoindo-europeu e de outros idiomas para chegar à palavras reconstruídas do protoarmênio .